# Santo Cristo de Burgos (1693)
Il galeone Santo Cristo de Burgos andò perso nell'inverno 1693-1694, presumibilmente sulle spiagge di Nehalem Spit, Oregon, mentre trasportava un carico di porcellane da tè, piastrelle azulejos, seta cinese e tonnellate di cera d'api in blocchi. 

## Storia
Il galeone Santo Cristo de Burgos fu costruito tra il 1687 e il 1688 presso il cantiere navale di Solsogón, sull'isola di Bagatao nelle Filippine. Si trattava di una nave di grandi dimensioni, costruita con legname locale, con dislocamento variabile tra 1.000 e 1.500 tonnellate, dotata di buona capacità di carico e destinata alla rotta tra Manila e Acapulco,  nella Nuova Spagna, di circa 12.000 miglia. La nave venne costruita dalla manovalanza locale, mentre le dotazioni di bordo dagli artigiani cinesi. Il Santo Cristo de Burgos effettuò la sua prima attraversata da Manila ad Acapulco nel 1688, al comando di Francisco de Arocha, ritornando nelle Filippine nel 1689, e la seconda nel 1690, ritornando a Manila nel 1691 al comando del nuovo capitano don Bernardo Iñiguez del Bayo y de Pradilla.
Don Bernardo Iñiguez del Bayo y de Pradilla era un nobile basco proveniente da Tudela, in Spagna, era arrivato in Messico nel 1686 dove fu nominato sindaco della città mineraria di San Luis de Potosí, e supervisionò la costruzione del primo progetto di lavori pubblici della città, un profondo fossato (chiamato "La Zanja") che circondava San Luis de Potosí, e che riuscì a porre fine alle frequenti e disastrose inondazioni che devastavano i residenti.
Il Viceré della Nuova Spagna Gaspar de la Cerda Sandoval Silva y Mendoza lo incaricò successivamente di guidare il reggimento di cavalleria di stanza a Città del Messico, posizione che ricopriva al momento della sua nomina a capitano di galeone, senza avere alcuna esperienza di navigazione in mare.
Il viaggio successivo partì dalle Filippine il 30 giugno 1692, e terminò con un ritorno in porto a Naga nel mese di novembre, a causa della perdita di tutti e tre gli alberi del galeone dovuta ad un terribile tifone nella zona dello Stretto di San Bernardino il 14 settembre. Il commercio di Manila era la principale base economica della colonia filippina e il ritorno non programmato in porto fu un grave colpo finanziario, tanto che le autorità spagnole condussero una approfondita indagine sul disastro e il capitano del Bayo y de Pradilla venne processato a Naga, sull'isola di Luzon, ed assolto dalla responsabilità dell'incidente..
Il Santo Cristo de Burgos fu revisionato e riparato nell'inverno 1692-1693. Al galeone furono assegnati nuovi ufficiali, dato che la maggior parte degli ufficiali del 1692 era stata imprigionata, bandita o le loro carriere marittime erano state ridimensionate come punizione per il disastroso ritorno in porto.
L'equipaggio, al comando ancora di del Bayo y de Pradilla, era formato da 30 artiglieri, e meno di duecento uomini marinai. Vi erano inoltre anche sedici passeggeri, inclusi sei sacerdoti degli ordini agostiniani, domenicani e gesuiti, oltre a mercanti e militari.
Secondo la corrispondenza tra i funzionari spagnoli dell'epoca, il Santo Cristo de Burgos lasciò le Filippine nel 1693 prima di imbarcare provviste sufficianti e i membri dell'equipaggio essenziali, al fine di evitare di pagare tasse e obbligazioni associate al ritorno in porto del 1692.
Il capitano del Bayo y de Pradilla lasciò in porto una trentina di membri dell'equipaggio, il 10% del personale, tutti essenziali su di un galeone di Manila.
Per cause sconosciute il galeone fece naufragio sulla costa dell'Oregon, molto fuori rotta, probabilmente nella stagione invernale, tra il novembre 1693 e il febbraio 1694.
Il suo carico includeva porcellane da tè, piastrelle azulejos, seta cinese e tonnellate di cera d'api in blocchi. La notizia della perdita del galeone venne riportata dall'avventuriero italiano Giovanni Francesco Gemelli Careri nel suo libro Giro del Mondo pubblicato nel 1697.

### La presunta scoperta del relitto
Le tradizioni orali dei nativi presenti nell'area, i Nehalem-Tillamook e i Clatsop,  tramandarono ai posteri il disastro. Nel 1811 il commerciante di pellicce canadese Gabriel Franchère dichiarò di avere incontrato un discendente di uno spagnolo sopravvissuto al naufragio mentre risaliva la Columbia River Gorge. Ricevuto cordialmente da un vecchio cieco, la guida disse che si trattava di un uomo bianco e che il suo nome era Soto. Secondo il racconto del vecchio egli era figlio di uno spagnolo che naufragato su una nave alla foce del fiume, e che in questa occasione una parte dell'equipaggio riuscì a toccare terra sana e salva, ma furono tutti massacrati dai Clatsop, ad eccezione di quattro, che furono risparmiati e che in seguito sposarono donne indigene. Uno di questi quattro spagnoli era suo padre, il quale disgustato dalla vita selvaggia, tentò di raggiungere gli insediamenti spagnoli a sud, ma non ne aveva mai più sentito parlare; e che quando suo padre, con i suoi compagni, lasciò il paese, egli era ancora molto giovane. 
Una volta che i coloni euroamericani costruirono comunità sulla costa settentrionale, apparvero sui giornali i primi resoconti del naufragio che si concentravano sempre più sul relitto come di una nave del tesoro.
Ne parlarono Warren Vaughn, Samuel J. Cotton nel libro Stories of Nehalem pubblicato nel 1915, e Thomas Rogers, uno scrittore di McMinnville.
Il risultato fu che l'area della montagna di Neahkahnie e le spiagge di Nehalem Spit divennero oggetto di una vera e propria caccia al tesoro. Samuel G. Reed, un uomo d'affari di Portland, incoraggiò residenti e visitatori a scavare in cerca di tesori e la caccia continuò dalla metà del diciannovesimo secolo fino alla fine del ventesimo su terreni sia privati che pubblici.
La parte del monte Neahkahnie che andava verso il mare fu incorporata nell'Oswald West State Park negli anni Trenta del XX secolo, e dal 1967 al 1999, periodo in cui la legge dell'Oregon Treasure Trove chiedeva di avere un permesso per la ricerca di tesori su terreni di proprietà statale, il 93% delle domande si concentrava sull'area di Neahkahnie.
Con la costituzione da parte dall'archeologo Scott Williams della Società di Archeologia Marittima iniziò l'impegno a trovare il relitto della nave. Su segnalazione del pescatore Craig Andes vennero trovate e recuperate in una grotta di Nehalem Bay, difficilmente raggiungibile, 16 travi di legno. Le successive analisi di laboratorio al radiocarbonio confermarono che l’albero di Anacardiaceae, una varietà di legno duro tropicale che si trova in Asia, venne abbattuto nel 1650. 
Si possono vedere alcuni oggetti provenienti dal relitto nei musei regionali: un piccolo vasetto di olio santo d'argento, una punta di freccia in porcellana cinese realizzata dagli artigiani Nehalem-Tillamook e un blocco di cera d'api sono in mostra permanente al Tillamook County Pioneer Museum.
Il Columbia River Maritime Museum di Astoria ha nelle sue collezioni cera d'api e una carrucola di sartiame dal relitto ritrovato alla fine del diciannovesimo secolo.
Inizialmente si pensava che il relitto ritrovato appartenesse al galeone San Francisco Xavier, scomparso del 1705, ma dopo una attenta analisi dei sedimenti lasciati dallo tsunami che colpì la zona il 21 gennaio 1700 il relitto venne identificato, anche se non ufficialmente, come il Santo Cristo de Burgos.

### Annotazioni
1. ↑  La costruzione di un galeone di queste dimensioni richiedeva l'uso di circa duemila alberi e le Filippine fornivano foreste di eccellenti legni duri, compreso il teak.
2. ↑  Battezzato nel dicembre 1646, era membro dell'Ordine dei Cavalieri di Santiago.
3. ↑  Le correnti costiere scorrono verso nord sulla costa dell'Oregon in inverno a causa dei sistemi di bassa pressione delle Aleutine, quindi è probabile che il galeone non sarebbe stato in grado di correggere la rotta una volta che si fosse avvicinato troppo alla costa.
4. ↑  Secondo l'archeologo Scott Williams la porcellana cinese è importante per la datazione del relitto. Si trattava di un bene di lusso, in cui i design cambiava ogni 10 o 20 anni. La porcellana recuperata era stata realizzata tra il 1680 e il 1700, il che ci aiutava a datare quando la nave naufragò.

### Fonti
1. 1 2 3 4 5 6 7 8 9  Oregon Encyclopedia.
2. ↑  Koziak 2020, p. 1.
3. 1 2 3 4 5  Koziak 2020, p. 7.
4. ↑  Schurz 1939, pp. 24-25.
5. ↑  Fish 2011, pp. 162-163.
6. 1 2 3  Koziak 2020, p. 8.
7. 1 2 3 4 5 6  Scienze Notizie.
8. 1 2 3  Koziak 2020, p. 9.
9. ↑  Gemelli Careri 1963, p. 125.
10. ↑  La Folette, Deur 2018, p. 161.
11. 1 2 3  Franchère 1854, p. 113.
12. ↑  La Folette, Deur 2018, p. 180.
13. ↑  La Folette, Deur 2018, p. 184.
14. ↑  La Folette, Deur 2018, p. 186.
15. ↑  La Folette, Deur 2018, p. 176.
16. ↑  Koziak 2020, p. 15.
17. ↑  Koziak 2020, p. 6.